# 中島タケオ
中島 タケオ（なかじま たけお、本名：中島 勝（なかじま まさる）、1973年7月10日 - ）は、日本のゲームミュージックの作曲家。富山県滑川市出身。

## 来歴
1980年代後期、ゲームミュージック界の第一人者であった古代祐三の影響を多大に受けたことが、この世界へ入るきっかけとなる。1992年、過去に古代祐三も在籍していたゲーム会社の日本ファルコムへ入社。『ブランディッシュ』シリーズや『風の伝説ザナドゥ』シリーズなどのサウンド制作に携わる。
自称“FM音源アーティスト”。
2001年に日本ファルコムを退社し、現在はフリーランスで活動を続けている。

## 手がけた主な作品

### 日本ファルコム
- ブランディッシュシリーズ
  - ブランディッシュ2（1993年）
  - ブランディッシュ3（1994年）
  - ブランディッシュVT（1996年）
  - ブランディッシュ4（1998年）
- イースシリーズ
  - イースIV（1993年）
  - イースV -失われた砂の都ケフィン-（1995年）
  - イースエターナル（1998年）
  - イースIIエターナル（2000年）
  - イースI・II完全版（2001年）
- 風の伝説ザナドゥシリーズ
  - 風の伝説ザナドゥ（1994年）
  - 風の伝説ザナドゥII（1995年）
- 英雄伝説 ガガーブトリロジー
  - 英雄伝説III 白き魔女（1994年、1999年）
  - 英雄伝説IV 朱紅い雫（1996年、2000年）
  - 英雄伝説V 海の檻歌（1999年）
- リバイバルザナドゥ（1995年）
- ソーサリアンシリーズ
  - ソーサリアンフォーエバー（1997年）
  - ソーサリアンオリジナル（2000年）
- ヴァンテージ・マスターシリーズ
  - ヴァンテージ・マスター（1997年）
  - ヴァンテージ・マスターV2（1998年）

## ディスコグラフィー
- White Swan - オリジナルソロアルバム